# Един щастлив играч
„Един щастлив играч“ (на английски: The Tee Bird) е американски анимационен филм от 1959 година, създаден от Уолтър Ланц като част от поредицата за Уди Кълвача.

## Сюжет
На игрището за голф „Пъбли Бийч“ чудакът Денвър Дуули и Уди Кълвача достигат до финалния плей – оф. Наградата е 25 000 долара. След като и двамата претенденти правят по един успешен удар, между тях се разгаря психологическа война. Уди започва да хруска целина. Дуули скача в пясъчник. Уди показва, че е твърде лек, за да пропадне в пясъка, а Дуули се снижава. С всеки следващ трик, Дуули все повече се доближава до победата, а за бедния Уди всичко изглежда загубено. Това, от което се нуждае Дуули е елементарен къс удар към последната дупка, но е сполетян от магическа кихавица и не успява. Уди печели трофея.

## В ролите
Персонажите във филма са озвучени с гласовете на:
- Грейс Стафорд като Уди Кълвача
- Дал МакКенън като Денвър Дуули